# كازوكي يامادا
كازوكي يامادا (باليابانية: 山田和樹؛ بالكانا: やまだ かずき) هو موزع ياباني، ولد في 1979 في كاناغاوا في اليابان.

## وصلات خارجية
- كازوكي يامادا على موقع ميوزك برينز (الإنجليزية)
- كازوكي يامادا على موقع أول ميوزيك (الإنجليزية)
- كازوكي يامادا على موقع ديسكوغز (الإنجليزية)